# Oksana Boturčuk
Oksana Oleksandrivna Boturčuk (in ucraino Оксана Олександрівна Ботурчук?; Nikopol', 12 settembre 1984) è un'atleta paralimpica ucraina che gareggia nella categoria T12 (ipovedenti).

## Biografia
Nata in una famiglia di sportivi, ha iniziato la propria preparazione a nove anni. Nel 1997 l'intera famiglia è stata coinvolta in un incidente d'auto e tutti sono rimasti feriti; Oksana (la più grave), ha perso completamente la vista, che ha poi parzialmente recuperato, in seguito a varie terapie. Ha esordito nel 2006 ad Assen (campionati mondiali) e ha proseguito con le Paralimpiadi di Pechino, dove ha conquistato la medaglia d'oro nei 100 e due medaglie d'argento nei 200 e 400 metri piani.
Negli anni successivi ha continuato a meritare il podio, in ambito europeo, mondiale e nelle Paralimpiadi di Londra e Rio de Janeiro. Dopo questo evento sportivo, ha interrotto l'attività fino al 2018 per la nascita del suo secondogenito, ma al ritorno ha dato ancora prove molto convincenti del suo livello agonistico. Alle Paralimpiadi di Tokyo 2021 ha raggiunto la medaglia d'argento in tutte le sue tre specialità: 100, 200 e 400 metri piani.
Laureata in psicologia, è sposata e ha due figli, una figlia nata nel 2009 e un figlio nel 2017. Nel 2020 è stato presentato il film Pulse che racconta la storia di Oksana Boturčuk, dal tragico incidente vissuto con la famiglia alle soddisfazioni di tanti podi.

## Palmarès
| Anno | Manifestazione       | Sede           | Evento          | Risultato | Prestazione | Note |
| ---- | -------------------- | -------------- | --------------- | --------- | ----------- | ---- |
| 2006 | Mondiali paralimpici | Assen          | 100 m piani T12 | Oro       | 12"40       |      |
| 2006 | Mondiali paralimpici | Assen          | 200 m piani T12 | Oro       | 25"77       |      |
| 2008 | Giochi paralimpici   | Pechino        | 100 m piani T12 | Oro       | 12"38       |      |
| 2008 | Giochi paralimpici   | Pechino        | 200 m piani T12 | Argento   | 25"03       |      |
| 2008 | Giochi paralimpici   | Pechino        | 400 m piani T12 | Argento   | 55"88       |      |
| 2011 | Mondiali paralimpici | Christchurch   | 400 m piani T12 | Argento   | 56"84       |      |
| 2012 | Giochi paralimpici   | Londra         | 100 m piani T12 | Bronzo    | 12"18       |      |
| 2012 | Giochi paralimpici   | Londra         | 200 m piani T12 | 4ª        | 24"92       |      |
| 2012 | Giochi paralimpici   | Londra         | 400 m piani T12 | Argento   | 55"69       |      |
| 2013 | Mondiali paralimpici | Lione          | 100 m piani T12 | Bronzo    | 12"30       |      |
| 2013 | Mondiali paralimpici | Lione          | 200 m piani T12 | Oro       | 24"98       |      |
| 2014 | Europei paralimpici  | Swansea        | 100 m piani T12 | Oro       | 12"16       |      |
| 2014 | Europei paralimpici  | Swansea        | 200 m piani T12 | Oro       | 24"72       |      |
| 2014 | Europei paralimpici  | Swansea        | 400 m piani T12 | Oro       | 55"04       |      |
| 2015 | Mondiali paralimpici | Doha           | 100 m piani T12 | Bronzo    | 11"96       |      |
| 2015 | Mondiali paralimpici | Doha           | 200 m piani T12 | Argento   | 23"98       |      |
| 2015 | Mondiali paralimpici | Doha           | 400 m piani T12 | Argento   | 54"92       |      |
| 2016 | Giochi paralimpici   | Rio de Janeiro | 200 m piani T12 | Argento   | 23"65       |      |
| 2016 | Giochi paralimpici   | Rio de Janeiro | 400 m piani T12 | Argento   | 53"14       |      |
| 2018 | Europei paralimpici  | Berlino        | 200 m piani T12 | Oro       | 25"23       |      |
| 2018 | Europei paralimpici  | Berlino        | 400 m piani T12 | Oro       | 56"33       |      |
| 2019 | Mondiali paralimpici | Dubai          | 200 m piani T12 | Bronzo    | 24"44       |      |
| 2019 | Mondiali paralimpici | Dubai          | 400 m piani T12 | Argento   | 56"02       |      |
| 2021 | Giochi paralimpici   | Tokyo          | 100 m piani T12 | Argento   | 12"03       |      |
| 2021 | Giochi paralimpici   | Tokyo          | 200 m piani T12 | Argento   | 24"48       |      |
| 2021 | Giochi paralimpici   | Tokyo          | 400 m piani T12 | Argento   | 55"33       |      |
| 2024 | Giochi paralimpici   | Parigi         | 100 m piani T12 | Argento   | 12"17       |      |
| 2024 | Giochi paralimpici   | Parigi         | 400 m piani T12 | Bronzo    | 55"67       |      |